# Kazimierz Sawicki
Kazimierz Jędrzej Sawicki-Sawa, ps. „Prut”, „Odwet” (ur. 2 czerwca 1888 w Grajewie, zm. 2 marca 1971 w Londynie) – generał brygady Wojska Polskiego, wyższy dowódca Armii Krajowej, komendant Obszaru Lwów Związku Walki Zbrojnej/Armii Krajowej (1941–1943), inspektor Biura Inspekcji Komendy Głównej Armii Krajowej od lipca 1943 roku, minister bez teki w rządzie RP na uchodźstwie, w 1966 roku mianowany przez Prezydenta RP na uchodźstwie generałem dywizji, odznaczony Orderem Virtuti Militari.

## Życiorys
Syn Jana i Aleksandry z Żelechowskich. Członek PPS i Organizacji Bojowej PPS od 1905 roku. W 1906 roku więziony przez władze rosyjskie. Studiował medycynę w Pradze i Krakowie. Absolwent Wydziału Lekarskiego Uniwersytetu Jagiellońskiego. Od 1908 w Związku Walki Czynnej, od 1910 w Związku Strzeleckim. W latach 1914–1915 służył w 1 i 5 pułku piechoty Legionów, będąc dowódcą plutonu i kompanii. Od sierpnia 1915 pełnił funkcję zastępcy komendanta głównego Polskiej Organizacji Wojskowej.
Od listopada 1918 do kwietnia 1927 był współorganizatorem – a po śmierci majora Zygmunta Bobrowskiego podczas walk pod Macoszynem 9 stycznia 1919 – dowódcą 36 pułku piechoty Legii Akademickiej w Warszawie. W marcu 1927 został mianowany dowódcą piechoty dywizyjnej 29 Dywizji Piechoty w Grodnie. Obowiązki dowódcy pułku przekazał 13 kwietnia 1927 pułkownikowi Erwinowi Więckowskiemu. 
13 maja 1932 objął stanowisko dowódcy 16 Pomorskiej Dywizji Piechoty w Grudziądzu. W lutym 1938 został powołany na funkcję dyrektora Państwowego Urzędu Wychowania Fizycznego i Przysposobienia Wojskowego w Warszawie. Od 31 maja 1939 obowiązki dyrektora PUWFiPW łączył z funkcją generała do spraw jednostek Obrony Narodowej – szefa Biura do Spraw Jednostek Obrony Narodowej.
Po agresji Niemiec na Polskę, 10 września 1939 otrzymał od I wiceministra spraw wojskowych, gen. bryg. Janusza Głuchowskiego, rozkaz objęcia dowództwa Odcinka „Włodzimierz” – od Dubienki (wyłącznie) do północnej granicy Okręgu Korpusu Nr VI – oraz zadanie oczyszczenia i uporządkowania tyłów, a także utworzenia oddziałów z ewakuowanych oficerów i błąkających się bez przydziału oficerów. Kolejny rozkaz nakazywał mu zorganizowanie obrony przepraw na Bugu. 11 września przybył z improwizowanym sztabem do Włodzimierza i objął dowództwo nad ośrodkami zapasowymi, znajdującymi się na terenie Okręgu Korpusu Nr II oraz Wołyńską Półbrygadą Obrony Narodowej i Centrum Wyszkolenia Artylerii. W dniu 17 września po otrzymaniu informacji o agresji ZSRR na Polskę  gen. Sawicki zamierzał wyruszyć z  Grupą „Włodzimierz” w kierunku południowym, lecz gen. bryg. Mieczysław Smorawiński (dowódcą Okręgu Korpusu Nr II w Lublinie) zakazał tego i podczas odprawy odebrał dowództwo gen. Sawickiemu, jednocześnie Smorawiński podjął decyzję o przeprowadzeniu demobilizacji żołnierzy zamieszkałych na wschód od Bugu i zakazał otwierania ognia wobec agresora sowieckiego. O godz. 2.00 w nocy 18 września gen. Sawicki wyjechał z Łucka z grupą oficerów sztabu w kierunku Stanisławowa, a w nocy z 19 na 20 września przekroczyli oni granicę z Węgrami.

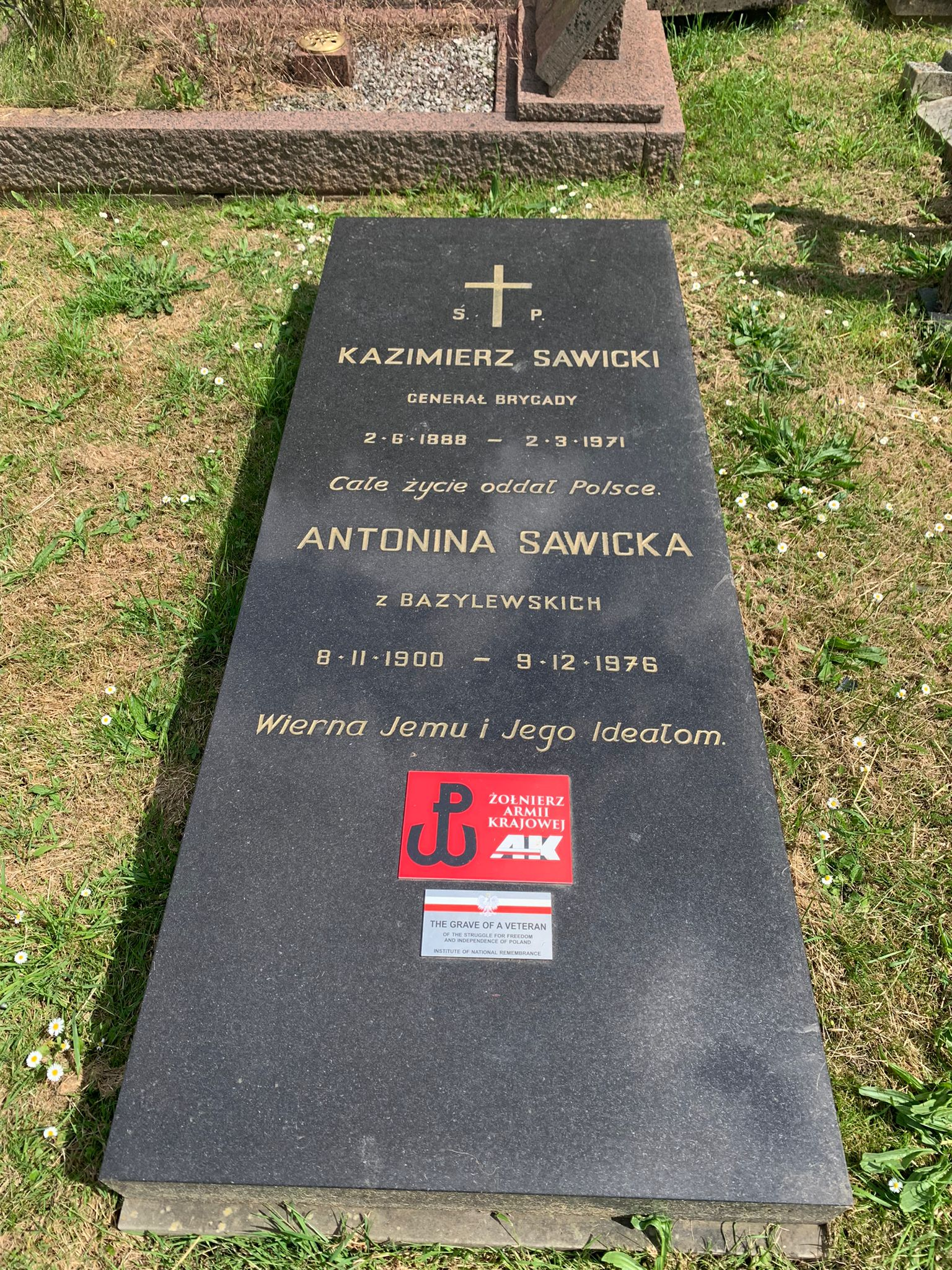
Grób Kazimierza Sawickiego

Do marca 1941 był internowany na Węgrzech, skąd uciekł i wrócił do Polski na teren okupacji niemieckiej. Po ataku Niemiec na ZSRR, w lipcu 1941 mianowany komendantem Obszaru Związku Walki Zbrojnej (ZWZ) Lwów na terenie dotychczasowej (do VI 1941) okupacji sowieckiej. Do Lwowa przybył 20 września 1941, funkcję pełnił do 31 lipca 1943, od lutego 1942 jako komendant Obszaru lwowskiego Armii Krajowej. W latach 1943–1944 należał do składu Komendy Głównej AK (komórka „Prusy Wschodnie”). W Powstaniu Warszawskim był szefem III rzutu Sztabu. Po upadku powstania  w niewoli niemieckiej. Po uwolnieniu z oflagu do 1948 przebywał w Nicei, skąd udał się do Anglii i wstąpił do Polskiego Korpusu Przysposobienia i Rozmieszczenia.
Po demobilizacji osiadł w Londynie i aktywnie uczestniczył w życiu politycznym polskiej emigracji. Był członkiem Ligi Niepodległości Polski. 8 sierpnia 1955 Prezydent RP na Uchodźstwie, August Zaleski, mianował go ministrem w gabinecie Hugona Hankego, a 11 września – w pierwszym rządzie Antoniego Pająka. 11 października 1955, na własną prośbę, został zwolniony z urzędu. Prezydent RP August Zaleski mianował go generałem dywizji ze starszeństwem z dniem 11 listopada 1966 roku w korpusie generałów.
Zmarł 2 marca 1971 roku w Londynie. Został pochowany na cmentarzu Gunnersbury (Sq. FA, gr. 38).

## Awanse
- Podporucznik – 29 września 1914
- Porucznik – 5 marca 1915
- Kapitan – 1919
- Major – 1920
- Podpułkownik – 1921, zweryfikowany 3 maja 1922 ze starszeństwem z dniem 1 czerwca 1919 w korpusie oficerów piechoty
- Pułkownik – 1 grudnia 1924 ze starszeństwem z dniem 15 sierpnia 1924 i 48. lokatą w korpusie oficerów piechoty
- Generał brygady – 21 grudnia 1932 ze starszeństwem z dniem 1 stycznia 1933 i 5. lokatą w korpusie generałów
- Generał dywizji – 11 listopada 1966

## Ordery i odznaczenia
- Krzyż Srebrny Orderu Wojskowego Virtuti Militari (26 marca 1921)[17]
- Krzyż Komandorski Orderu Odrodzenia Polski
- Krzyż Niepodległości (20 stycznia 1931)[18]
- Krzyż Oficerski Orderu Odrodzenia Polski (10 listopada 1928)[19]
- Krzyż Walecznych (czterokrotnie, po raz pierwszy w 1921)[20]
- Złoty Krzyż Zasługi z Mieczami
- Złoty Krzyż Zasługi (19 marca 1937)[21][22]
- Medal Pamiątkowy za Wojnę 1918–1921
- Medal Dziesięciolecia Odzyskanej Niepodległości
- Odznaka „Za wierną służbę”[23]
- Oficer Orderu Legii Honorowej (Francja)